# Elburgo
Elburgo (cooficialmente en euskera: Burgelu) es un municipio de la provincia de Álava, en la comunidad autónoma del País Vasco (España).

## Geografía

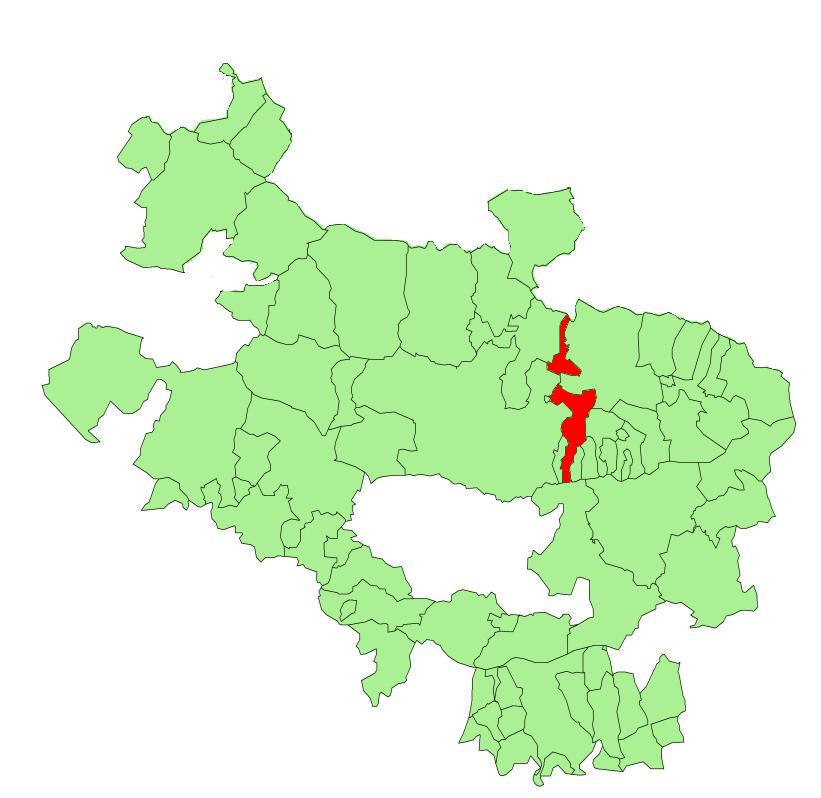
Extensión del municipio en la provincia de Álava

Integrado de la comarca de Cuadrilla de la Llanada Alavesa, se sitúa a 11 kilómetros del centro de Vitoria, tiene un área de 32,09 km². El término municipal está atravesado por la Autovía del Norte entre los pK 363 y 367 y por la carretera N-104, que sirve de acceso este a Vitoria desde la autovía. 
El relieve del municipio es predominantemente llano, propio de la comarca a la que pertenece, muy influenciada por el río Zadorra. El territorio se adentra por el sur hasta los Montes de Vitoria, alcanzándose los 1000 metros de altura. El exclave despoblado de Azúa incluye parte de la superficie anegada por el embalse de Ullíbarri-Gamboa. La localidad de Elburgo se alza a 549 metros sobre el nivel del mar, muy cerca del arroyo Alegría.
| Noroeste: Vitoria y Arrazua-Ubarrundia (exclave) | Norte: Barrundia | Nordeste: Barrundia                              |
| Oeste: Vitoria                                   |                  | Este: Alegría de Álava e Iruraiz-Gauna (exclave) |
| Suroeste: Iruraiz-Gauna (exclave)                | Sur: Bernedo     | Sureste: Alegría de Álava (exclave)              |

## Historia
En 1337 el rey castellano Alfonso XI otorgó a Elburgo el título de villa quedando bajo su jurisdicción los pueblos de Añua, Arbulo, Argómaniz, Gáceta e Hijona más los desaparecidos Arrarain, Garona y Quilchano. Ejerció la jurisdicción civil y criminal en la zona, conservándose de aquel tiempo una picota en la plaza.
El 10 de mayo de 1957 el municipio añadió a su término municipal un exclave situado al norte con los pueblos de Azúa y Orenín, pertenecientes hasta entonces a Gamboa. Sin embargo por la construcción del embalse de Ullíbarri-Gamboa buena parte de este exclave quedó anegado y los pueblos de Azúa y Orenín quedaron como despoblados.
Parte de la población trabaja en la cercana Vitoria, y el resto se dedica a la actividad agropecuaria, destacando el cultivo de cereal. En los últimos años ha surgido también un pequeño núcleo de profesionales que tienen la base de su actividad en el municipio. 
Por Elburgo pasaba la calzada romana que iba de Burdeos a Astorga, y luego fue aprovechada por los peregrinos como variante del Camino de Santiago.
El rey castellano Alfonso X el Sabio construyó varios caminos reales (antiguas carreteras) aprovechando tramos de la calzada, a fin de unir Castilla con los puertos del Cantábrico. Los peregrinos jacobeos aprovecharon también parte de estos caminos reales para dirigirse a Compostela.
De aquel entonces se conservan en el municipio varias iglesias y ermitas.

## Demografía
Elburgo cuenta con una población de 642 habitantes (INE 2024).
| Gráfica de evolución demográfica de Elburgo entre 1842 y 2021 |
| |
| Población de derecho según los censos de población del INE Población de hecho según los censos de población del INEEn este censo se denominaba El Burgo: 1842 En estos censos se denominaba Elburgo: 1857, 1860, 1877, 1887, 1897, 1900, 1910, 1920, 1930, 1940, 1950, 1960, 1970, 1981 y 1991 Entre el censo de 1960 y el anterior, crece el término del municipio porque incorpora parte de 01512 (Gamboa) |

| Gráfica de evolución demográfica de Elburgo entre 1988 y 2008 |
|                                                               |

## Administración y política

### Gobierno municipal
| Partido político                                              | 2019  | 2019       | 2015  | 2015       | 2011  | 2011       | 2007        | 2007        | 2003  | 2003       | 1999  | 1999       | 1995  | 1995       |
| Partido político                                              | %     | Concejales | %     | Concejales | %     | Concejales | %           | Concejales  | %     | Concejales | %     | Concejales | %     | Concejales |
| Euzko Alderdi Jeltzalea-Partido Nacionalista Vasco (EAJ-PNV)  | 57,41 | 5          | 68,13 | 6          | 64,61 | 5          | 64,17       | 5           | 66,93 | 6          | 63,83 | 5          | 82,43 | 5          |
| Euskal Herria Bildu (EH Bildu)-Bildu                          | 20,50 | 1          | —     | —          | —     | —          | —           | —           | —     | —          | —     | —          | —     | —          |
| Partido Popular del País Vasco (PP)                           | 13,88 | 1          | 21,61 | 1          | 24,68 | 2          | 24,08       | 2           | 19,52 | 1          | 5,67  | 0          | —     | —          |
| Partido Socialista de Euskadi-Euskadiko Ezkerra (PSE-EE PSOE) | 7,26  | 0          | 5,86  | 0          | 5,19  | 0          | 8,66        | 0           | 9,16  | 0          | —     | —          | —     | —          |
| Unidad Alavesa (UA)                                           | —     | —          | —     | —          | —     | —          | 1,02        | 0           | 9,93  | 0          | 12,00 | 0          | 17,57 | 0          |
| Euskal Herritarrok (EH)-Herri Batasuna (HB)                   | —     | —          | —     | —          | —     | —          | Ilegalizado | Ilegalizado | 12,77 | 0          | —     | —          | —     | —          |

### Organización territorial
El municipio está formado por 6 pueblos, que a su vez forman concejos y dos despoblados:
| Concejo   | Nombre oficial  | 2000 | 2005 | 2010 | 2015 | 2019 |
| --------- | --------------- | ---- | ---- | ---- | ---- | ---- |
| Añua      | Añua            | 24   | 32   | 52   | 70   | 67   |
| Arbulo    | Arbulu          | 74   | 86   | 97   | 93   | 89   |
| Argómaniz | Argomaniz       | 38   | 127  | 172  | 174  | 174  |
| Elburgo   | Elburgo/Burgelu | 99   | 123  | 159  | 167  | 168  |
| Gáceta    | Gazeta          | 41   | 47   | 53   | 49   | 52   |
| Hijona    | Hijona/Ixona    | 43   | 60   | 56   | 55   | 49   |
| Total     | Total           | 319  | 475  | 589  | 608  | 599  |

La capitalidad se encuentra en el pueblo de Elburgo, que es donde se ubica el ayuntamiento.

#### Despoblados
- Azúa (oficialmente en euskera: Azua)
- Elorza.[6]
- Orenín pueblo sumergido casi en su totalidad en las aguas del pantano y cuyos restos forman la isla lacustre de Orenín.